# إنديانابوليس 500 سنة 1981
سباق إنديانا بوليس -500 ميل 1981 أقيم في حلبة إنديانابوليس موتور سبيدواي في 24 مايو 1981 وفاز في السباق بوبي أنسر من فريق فريق بنسك بمتوسط سرعة 139.084 ميل/س (223.834 كم/س).
وكان أول المنطلقين بوبي أنسر بسرعة 200.546 ميل/س (322.748 كم/س).